# Бродский, Виктор Леонидович
Виктор Леонидович Бродский (1903—1958) — инженер-конструктор, кораблестроитель, главный строитель крейсера «Киров» на этапе достройки.

## Биография
Виктор Леонидович Бродский родился 7 сентября 1903 года в Полтаве.
В 1920 году окончил коммерческое училище и поступил в Одесский политехнический институт. Совмещал учёбу с работой инструктора в коммунистической бригаде особого назначения, разносчика в рабоче-крестьянской инспекции.
В 1923 году перевёлся в Ленинградский политехнический институт на кораблестроительный факультет, в то же время работал на Балтийском судостроительном заводе.
В 1930 году, после окончания института, возглавил проектное бюро Балтийского завода, был начальником корпусного цеха.
В 1934—1935 году был командирован в Италию для получения опыта проектирования крейсеров.
В 1937 году был назначен главным строителем крейсера «Киров» на этапе достройки, после спуска корабля на воду и выявленных недостатков во время первых ходовых испытаний.
12 мая 1937 года был арестован. 3 марта 1938 года осуждён по ст. 58-6 ч. 1, 11 УК на 20 лет заключения в исправительно-трудовом лагере. Находясь в заключении работал в различных проектно-конструкторских бюро. В 1938—1939 годах руководил конструкторской группой ОТБ «Болшево», В 1939—1941 годах был руководителем конструкторской группы ОТБ «Кресты», в 1941—1942 годах — руководитель проектного отдела на заводе № 340 в Зеленодольске. В 1942—1945 годах будучи расконвоированным заключённым Ягринлага работал главным строителем и начальником отдела судоремонта на заводе № 402 в Молотовске, где руководил ремонтом американских и английских судов.
После окончания Великой Отечественной войны работал руководителем кораблестроительной группы и руководителем проекта в ОКБ-172 («Кресты»).
С 1949 года — руководитель корпусного отдела, исполняющий обязанности главного конструктора в ОКБ-5 на заводе № 5 МСП в Ленинграде. С 1951 года находился в ссылке в Красноярском крае. Работал дорожным мастером в Енисейском районе, начальником цеха лесозавода в Маклаково.
В 1955 году был реабилитирован и освобождён. Вернулся в Ленинград. Работал инженером в ЦКБ-1 (п/я 70), а затем ведущим конструктором по проектированию судов для промыслового флота в ЦКБ-14.
Умер 6 февраля 1958 года. Похоронен на Красненьком кладбище Санкт-Петербурга.